# Великий Сосновець
Великий Сосновець (пол. Wielki Sosnowiec) — село в Польщі, у гміні Лабішин Жнінського повіту Куявсько-Поморського воєводства.
Населення — 266 осіб (2011).
У 1975-1998 роках село належало до Бидгощського воєводства.

## Демографія
Демографічна структура станом на 31 березня 2011 року:
|          | Загалом | Допрацездатний вік | Працездатний вік | Постпрацездатний вік |
| -------- | ------- | ------------------ | ---------------- | -------------------- |
| Чоловіки | 134     | 41                 | 86               | 7                    |
| Жінки    | 132     | 31                 | 84               | 17                   |
| Разом    | 266     | 72                 | 170              | 24                   |